# کوان پومجانگ
سوچاکریی «کوان» پومجانگ (متولد ۲ ژانویه ۱۹۷۵ در تایلند) بازیکن حرفه ای سابق اسنوکر است که بین سالهای ۲۰۰۱ و ۲۰۰۴ سه سال را در تور اصلی این ورزش گذراند. او یک بار، در مسابقات قهرمانی ۲۰۰۲ انگلستان، به مراحل نهایی یک تورنمنت رسید و برای فصل ۰۴–۲۰۰۳ بالاترین رتبه اش - ۶۹ همی را کسب کرد.
برادر کوچکتر پومجانگ، دچاوات پومجانگ نیز به یک بازیکن اسنوکر تبدیل شد و در تور اصلی بین سالهای ۲۰۱۱ تا ۲۰۱۷ فعال بود.

## حرفه
پومژانگ در سال ۱۹۷۵ متولد شد و در اواخر دهه ۱۹۹۰ در چندین مسابقه مستر تایلند و اوپن تایلند شروع به بازی اسنوکر در سطح رقابتی کرد. او در سال ۲۰۰۱ وارد سطح حرفه ای شد.
پس از دوازده سال رقابت بی وقفه در اسنوکر، پومژانگ در مسابقات جهانی شش قرمز ۲۰۱۶ در کشور خود شرکت کرد. او با سه پیروزی - از جمله شکست دادن ۵ بر ۴ استفان مگوایر - و دو باخت از گروه خود صعود کرد، اما در ۳۲ بازی آخر با رایان دی که ۶–۳ او را شکست داد، حذف شد.